# 黄麓镇
黄麓镇，是中华人民共和国安徽省合肥市巢湖市下辖的一个乡镇级行政单位。

## 行政区划
黄麓镇下辖以下地区：
桐荫社区、临湖社区、张疃村、建麓村、花塘村、芦溪村、跃进村、合群村和建中村。

## 名人
著名的国民革命军二级上将——张治中（1890年10月27日－1969年4月10日），就是黄麓镇洪家疃人。